# Faculteit Polytechniek
De faculteit polytechniek (POL) is een van de twee faculteiten van de Koninklijke Militaire School te Brussel, equivalent met de faculteit ingenieurswetenschappen aan de burgeruniversiteiten.

## Beschrijving
Na het behalen van het bachelordiploma worden de leerlingen aangesteld in de graad van onderluitenant. De afgestudeerden van deze faculteit mogen de titel burgerlijk ingenieur (ir.) polytechnicus (Master of Science in Engineering) dragen.
Aan de faculteit polytechniek worden naast de algemene vakken ook vakken gedoceerd met militaire toepassingen zoals chemie van explosieven, ballistiek, toegepaste telecommunicatie, aircraft performance, enz. Daarnaast wordt gedurende de opleiding ook nog aandacht besteed aan de militaire, karakteriële en sportieve vorming.
De term polytechniek duidt op het feit dat de studenten een algemene vorming krijgen in de ingenieurswetenschappen, toch wordt in het vijfde jaar een specialisatie gekozen: NEC (Network Enabled Capability) of SMP (Structure,Mobility and Propulsion).
De totale duur van de vorming bedroeg oorspronkelijk 5,5 jaar, maar werd vanaf het academiejaar 2009-2010 herleid tot 5 jaar.

## Departementen
- Departement Wiskunde
  - Leerstoel Theoretische wiskunde
  - Leerstoel Toegepaste wiskunde
- Departement Fysica
- Departement Chemie
  - Leerstoel Algemene Chemie
  - Leerstoel Toegepaste Chemie
- Departement Wapensystemen en Ballistiek
- Departement Bouwkunde en Materialen
- Departement of Communication, Information Systems & Sensors
  - Leerstoel Astronomie en Geodesie
  - Leerstoel Elektriciteit
  - Leerstoel Informatica
  - Leerstoel Opto-elektronica, Microgolven en Radar
  - Leerstoel Telecommunicatie
- Departement Mechanica
  - Leerstoel Theoretical & Applied Mechanics of Fluids
  - Leerstoel Theoretical & Applied Mechanical Systems

## Professoren
- Adolphe Quetelet
- Pierre Van Deuren
- Pierre-François Verhulst
- Jean-Baptiste Liagre
- Jean Servais Stas

## Alumni
- Frank De Winne
- August Van Daele
- Henri Alexis Brialmont